# Петропавлівська церква (Чернігів)
Петропавлівська церква — трапезна церква Єлецького Успенського монастиря. Побудована в XVII ст. завдяки Іоанікію Ґалятовському. Під час комуністичної влади використовувалась спочатку як театр, потім як спортивний клуб. Петропавлівська церква на відміну від Успенського собору є теплою церквою, тому Богослужіння тут проходять в основному взимку.